# امبودیمانانگا، انداپا
امبودیمانانگا، انداپا (به لاتین: Ambodimanga, Andapa) یک منطقهٔ مسکونی در ماداگاسکار است که در ساوا (ماداگاسکار) واقع شده‌است.

## خصوصیات
امبودیمانانگا ۶٬۸۹۳ نفر جمعیت دارد و ۷۱۶ متر بالاتر از سطح دریا واقع شده‌است.